# تشوكتو
تشوكتو (بالفارسية: چوکتو) هي مستوطنة تقع في Charuymaq-e Jonubesharqi Rural District في إيران. يقدر عدد سكانها بـ 61 نسمة .